# Quercus virginiana
Quercus virginiana — вид рослин з родини букових (Fagaceae); ендемік прибережних південно-східних регіонів США.

## Опис
Це швидкоросле майже вічнозелене дерево (іноді кущ, який іноді кореневищний), яке досягає 35 метрів у висоту. Дерево можливо, більш відоме своєю кроною, яка може досягати 50 метрів у ширину. Кора темно-сіро-коричнева, або чорнувата, шорстка, ребриста. Гілочки коричневі, стрункі, циліндричні, гладкі. Листки від ланцетоподібних до обернено-яйцеподібних, шкірясті, 2.5–10 × 1.8–5 см; основа клиноподібна; верхівка округла, іноді гостра; край цілий, рідко зубчастий, часто підкочується; молоде листя іноді зубчасте і неглибоко лопатеве; верх темно блискучий зелений; низ густо запушений; ніжка листка завдовжки 0.2–1.3 см, запушений. Чоловічі сережки пониклі, 5–8 см завдовжки. Період цвітіння: кінець зими — рання весна. Жолудів 1–3, на ніжці (3)10–20 мм, однорічні; горіх темно-коричневий, бочкоподібний, яйцюватий або циліндричний, 15–20(25) × 8–15 мм, голий, верхівка округла або тупа; чашечка напівсферична або глибоко келихоподібна, заввишки 8–15 мм і 8–15 мм завширшки, укриває 1/3 горіха, із сіруватими, злегка пурпуровими лусочками.

## Середовище проживання
Ендемік прибережних південно-східних регіонів США: Алабама, Флорида, Джорджія, Луїзіана, Міссісіпі, Північна Кароліна, Південна Кароліна, Техас, Вірджинія.
Населяє прибережні рівнини, відкриті вічнозелені рідколісся, чагарники та купини на суглинку, глині та рідко на піску на безпосередньому узбережжі; на 0–200 м.

## Використання
Жолуді солодкі й затребувані багатьма птахами і ссавцями, включаючи Colinus virginianus, Aphelocoma coerulescens, Anas platyrhynchos, Sphyrapicus, Meleagris gallopavo, Ursus americanus, Odocoileus virginianus, Sciurus. Завдяки широкій кроні, він також забезпечує тінь для дикої природи та худоби. Деревина жорстка, щільна, підходить для будівництва, суднобудування та дров. Використовується як тіньове і декоративне дерево.

## Загрози
Молоді дерева дуже сприйнятливі до пожеж. Вид також сприйнятливий до заморозків. Також сприйнятливий до Ceratocystis fagacearum.

## Галерея

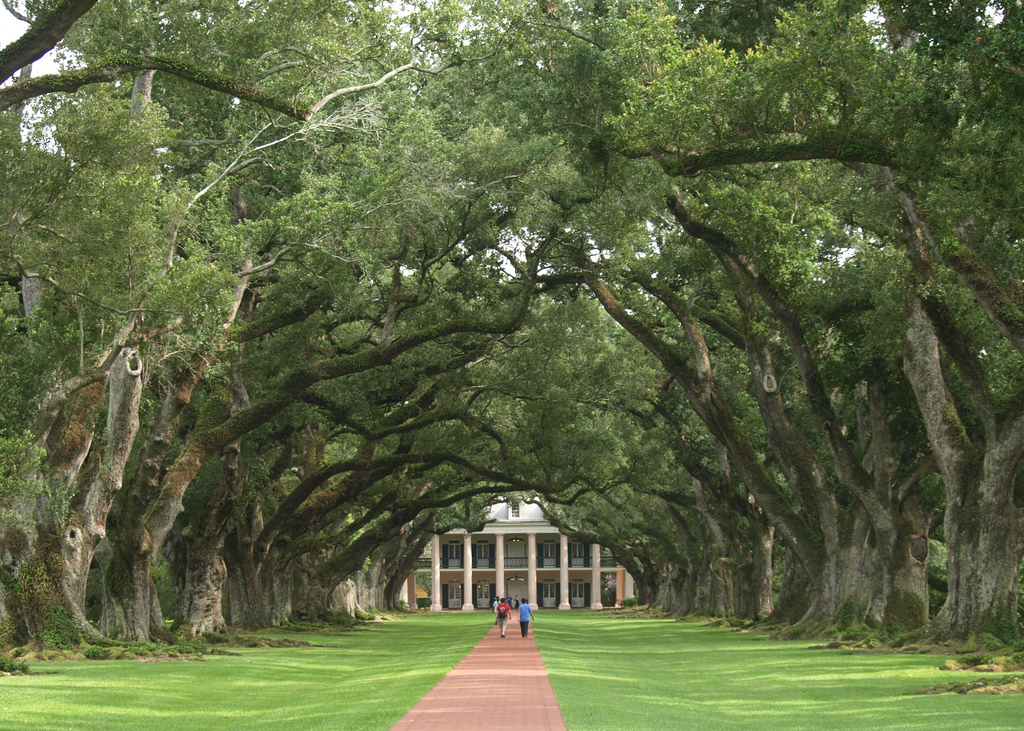
дубова алея
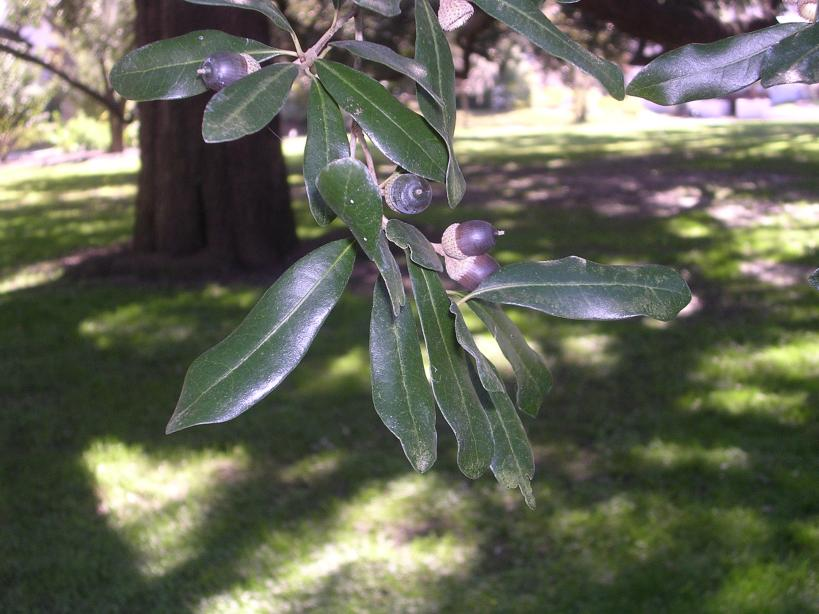
листки й жолуді
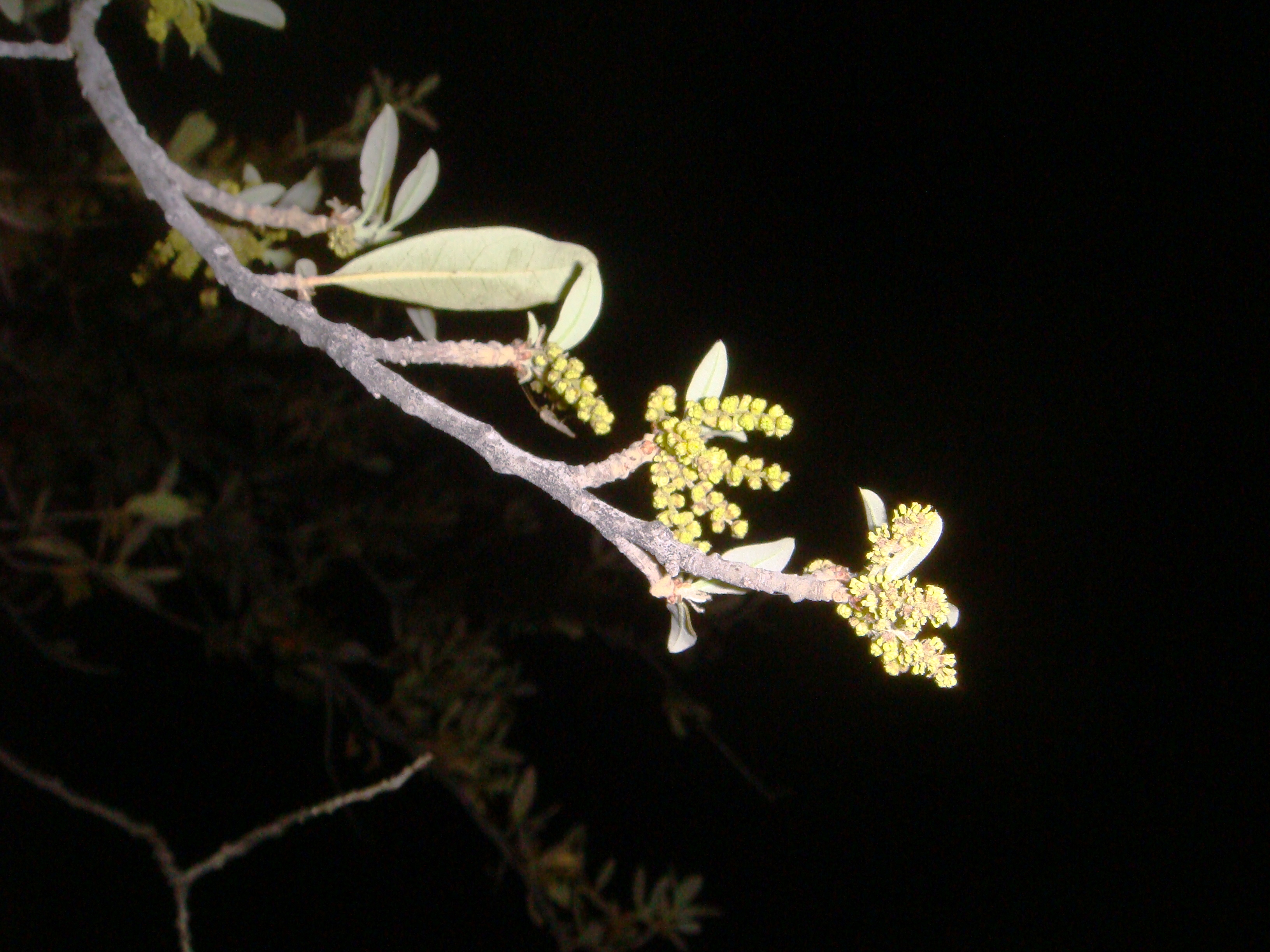
суцвіття
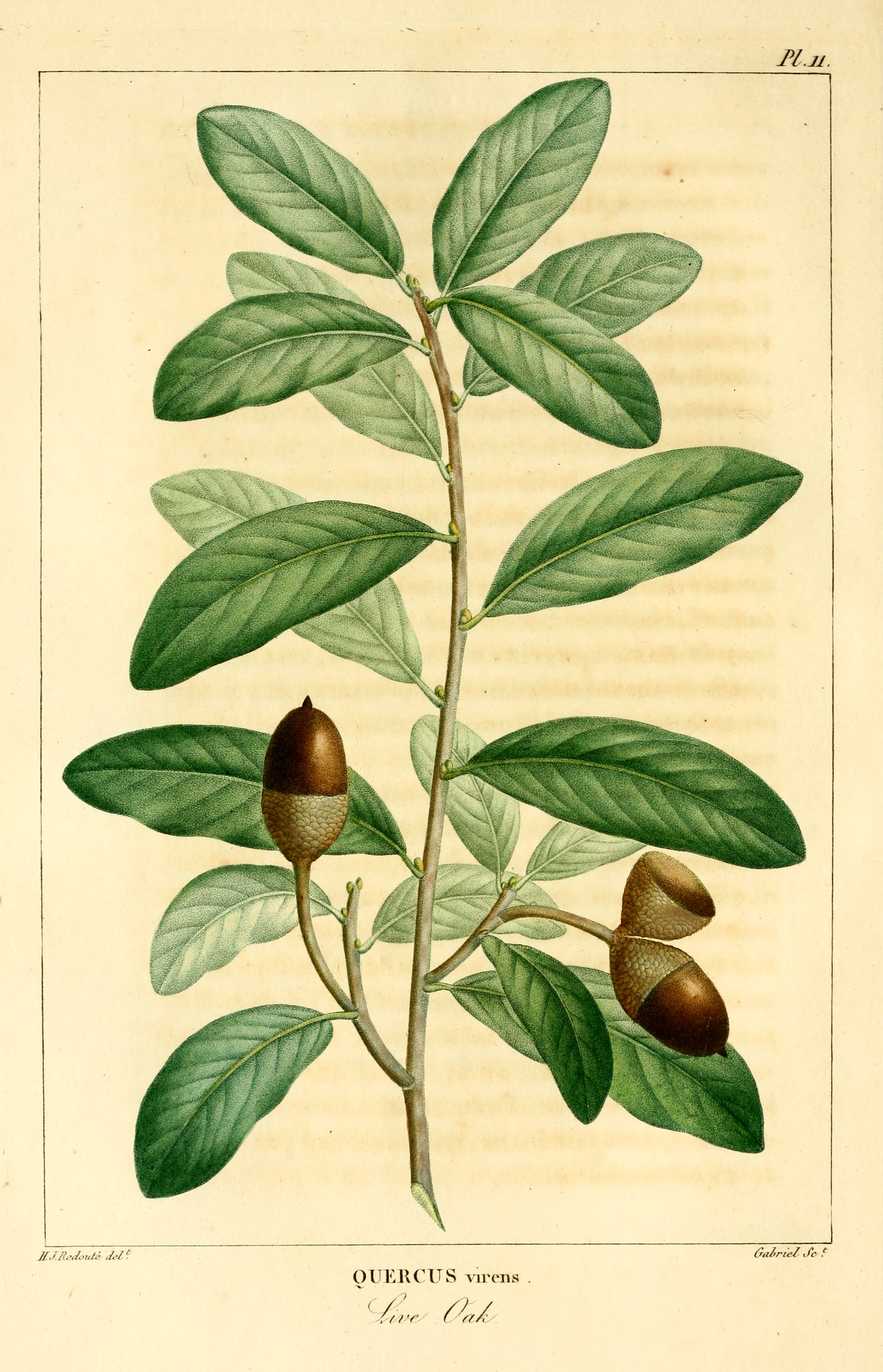
ілюстрація